# Прутнік Едуард Анатолійович
Едуа́рд Анато́лійович Пру́тнік (нар. 15 січня 1973, м. Селідове, Донецька область) — колишній народний депутат України V та VI скликання; ГО "Експертно-аналітичний центр «Соціум» голова правління (з 2005); член Президії Партії регіонів (з квітня 2008).
Едуард Прутнік є кумом Сергія Льовочкіна — голови Адміністрації Президента Віктора Януковича.

## Біографія
Дружина Оксана Юріївна (1968) — заступник керівника із соціальних питань Асоціації фінансових, промислових і торговельних підприємств «Донбаський розрахунково-фінансовий центр»; сини Кирило (1990), Даниїл (2000); донька Марія (2005).
Освіта: Приазовський державний технічний університет (1992–1997), «Економіка і управління виробництвом»; Донецький національний університет (2001), «Фінанси і кредит»; кандидатська дисертація «Формування стратегії диверсифікації розвитку вуглезбагачувальних підприємств».
Народний депутат України 6-го скликання з листопада 2007 до грудня 2012 від Партії регіонів, № 55 в списку. На час виборів: голова Державного комітету телебачення і радіомовлення України, член ПР. Член Комітету з питань свободи слова та інформації (грудень 2007 — квітень 2010), член Комітету з питань національної безпеки і оборони (квітень 2010 — лютий 2012), член Комітету з питань паливно-енергетичного комплексу, ядерної політики та ядерної безпеки (з лютого 2012). Член фракції Партії регіонів (з листопада 2007).
Народний депутат України 5-го скликання з квітня до жовтня 2006 від Партії регіонів, № 55 в списку. На час виборів: голова правління громадської організації "Експертно-аналітичний центр «Соціум», член ПР. Член фракції Партії регіонів (з травня 2006). Голова підкомітету з питань правового забезпечення економічної, техногенної та екологічної безпеки Комітету з питань національної безпеки і оборони (з липня 2006).
- 1995–1996 — товарознавець ТОВ «Будівельник».
- Лютий — жовтень 1997 — консультант заступника голови, радник голови Донецької облдержадміністрації.
- Вересень 1997 — лютий 1999 — президент Фонду соціального розвитку виробничих сил Донецької області.
- Лютий — травень 1999 — перший заступник директора дирекції банку «Україна» в Донецькій області.
- Травень 1999 — травень 2001 — президент Асоціації фінансових, промислових і торговельних підприємств «Донбаський розрахунково-фінансовий центр».
- Травень 2001 — квітень 2002 — заступник голови Донецької облради.
- Квітень — грудень 2002 — заступник голови Донецької облдержадміністрації.
- Грудень 2002 — січень 2005 — радник Прем'єр-міністра України[4][5].
- 14 вересня 2006 — 23 травня 2008 — голова Державного комітету телебачення і радіомовлення України[6][7].

Депутат Донецької облради (1998–2006). Був членом Політвиконкому Партії регіонів.
Державний службовець 3-го (грудень 2002), 2-го рангу (березень 2007). Почесна грамота Кабінету Міністрів України (грудень 2004).